# Vic e lo Fesc
Vic e lo Fesc (en francès Vic-le-Fesq) és un municipi francès situat al departament del Gard i a la regió d'Occitània.